# Comuna Lunca Mureșului, Alba
Lunca Mureșului (în maghiară: Székelykocsárd) este o comună în județul Alba, Transilvania, România, formată din satele Gura Arieșului și Lunca Mureșului (reședința). În perioada 2008 - 2012, primarul comunei a fost Eugen Brădescu.

## Demografie
Componența etnică a comunei Lunca Mureșului
     Români (50,41%)
     Maghiari (21,99%)
     Romi (18,98%)
     Alte etnii (0%)
     Necunoscută (8,62%)
Componența confesională a comunei Lunca Mureșului
     Ortodocși (56,07%)
     Reformați (20,85%)
     Penticostali (3,35%)
     Baptiști (2,22%)
     Romano-catolici (1,26%)
     Alte religii (2,05%)
     Necunoscută (14,19%)
Conform recensământului efectuat în 2021, populația comunei Lunca Mureșului se ridică la 2.297 de locuitori, în scădere față de recensământul anterior din 2011, când fuseseră înregistrați 2.404 locuitori. Majoritatea locuitorilor sunt români (50,41%), cu minorități de maghiari (21,99%) și romi (18,98%), iar pentru 8,62% nu se cunoaște apartenența etnică. Din punct de vedere confesional, majoritatea locuitorilor sunt ortodocși (56,07%), cu minorități de reformați (20,85%), penticostali (3,35%), baptiști (2,22%) și romano-catolici (1,26%), iar pentru 14,19% nu se cunoaște apartenența confesională.

## Politică și administrație
Comuna Lunca Mureșului este administrată de un primar și un consiliu local compus din 11 consilieri. Primarul, Edit-Susana Csegezi[*], de la Uniunea Democrată Maghiară din România, este în funcție din 2016. Începând cu alegerile locale din 2024, consiliul local are următoarea componență pe partide politice:
|  | Partid                                 | Consilieri | Componența Consiliului | Componența Consiliului | Componența Consiliului | Componența Consiliului |
|  | -------------------------------------- | ---------- | ---------------------- | ---------------------- | ---------------------- | ---------------------- |
|  | Uniunea Democrată Maghiară din România | 4          |                        |                        |                        |                        |
|  | Partidul Național Liberal              | 4          |                        |                        |                        |                        |
|  | Partidul Social Democrat               | 2          |                        |                        |                        |                        |
|  | Alianța pentru Unirea Românilor        | 1          |                        |                        |                        |                        |

## Atracții turistice
- Biserica de lemn "Pogorârea Sfântului Duh" din satul Lunca Mureșului, construcție secolul al XVIII-lea, monument istoric
- Biserica ortodoxă "Izvorul Tămăduirii" din Lunca Mureșului

## Imagini

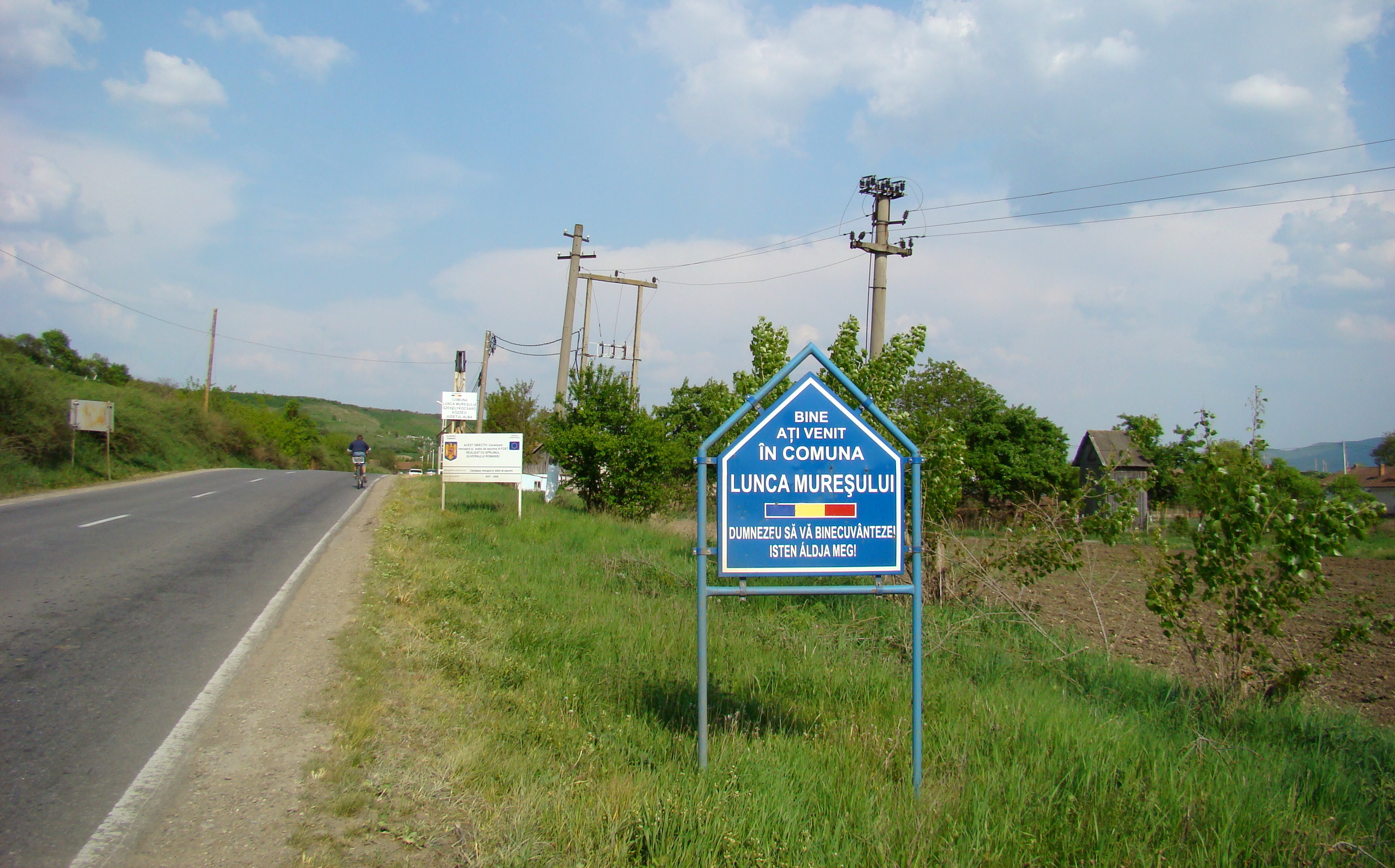
Intrarea în localitate
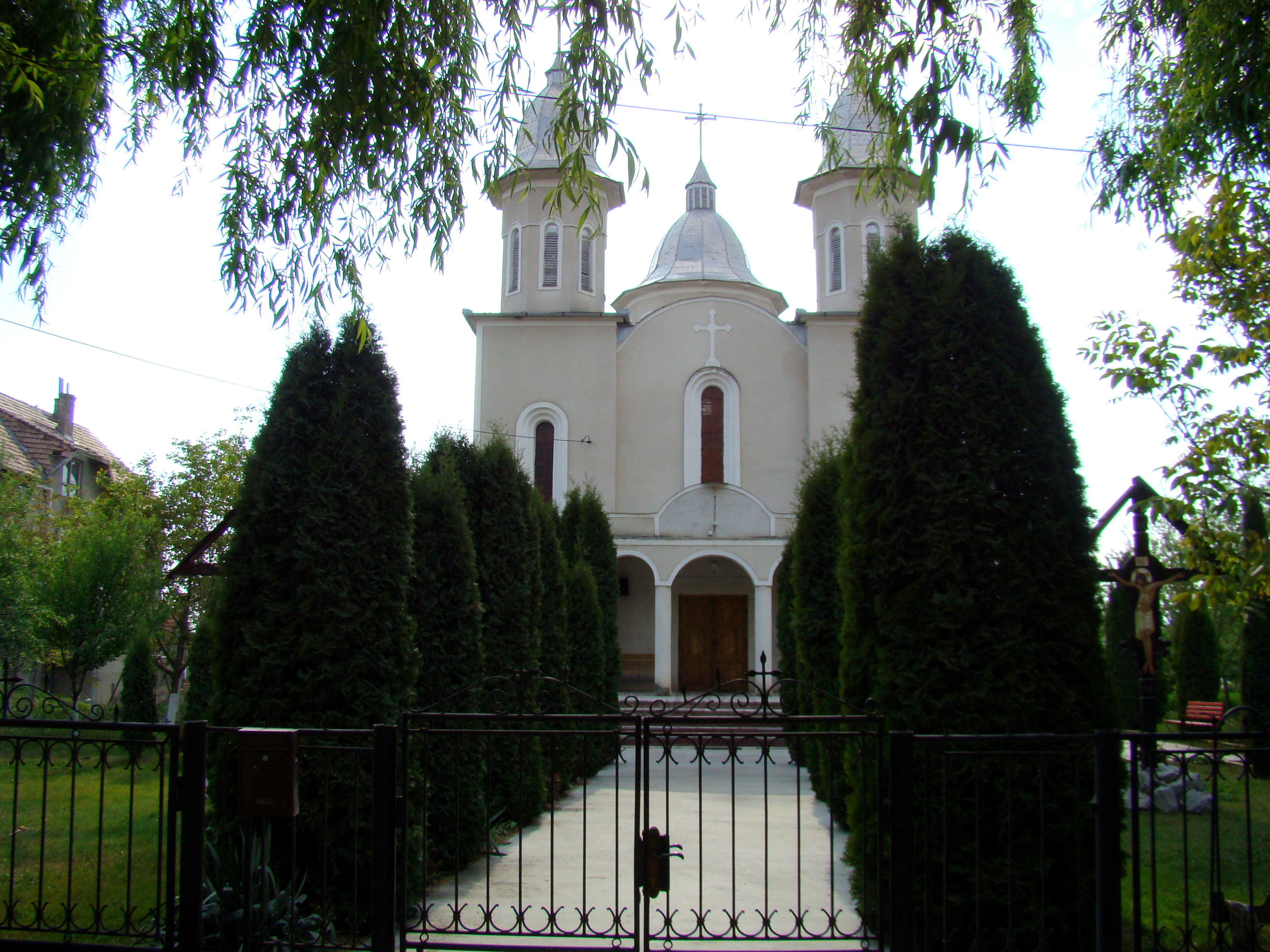
Biserica ortodoxă „Izvorul Tămăduirii"
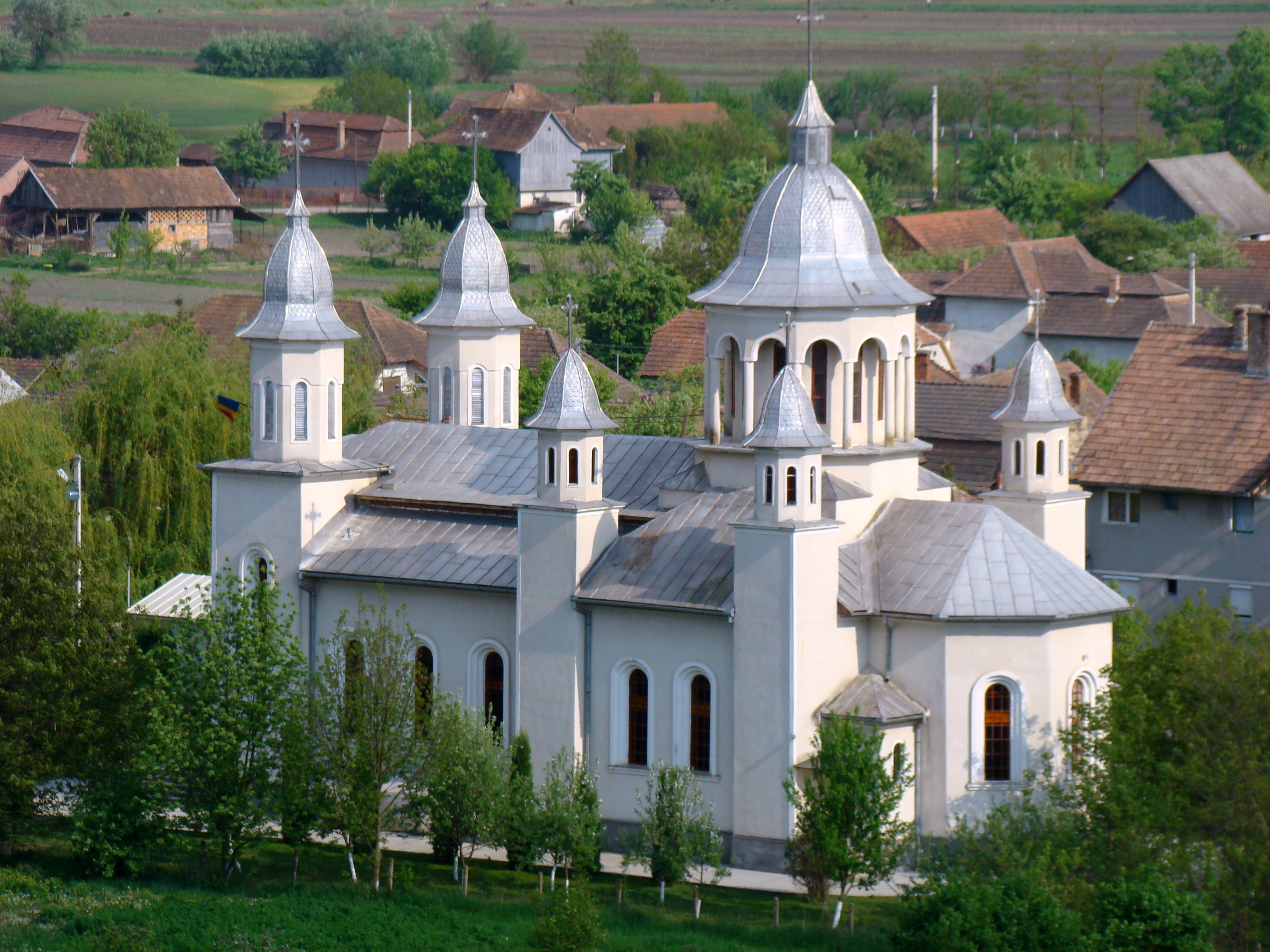
Biserica ortodoxă „Izvorul Tămăduirii"
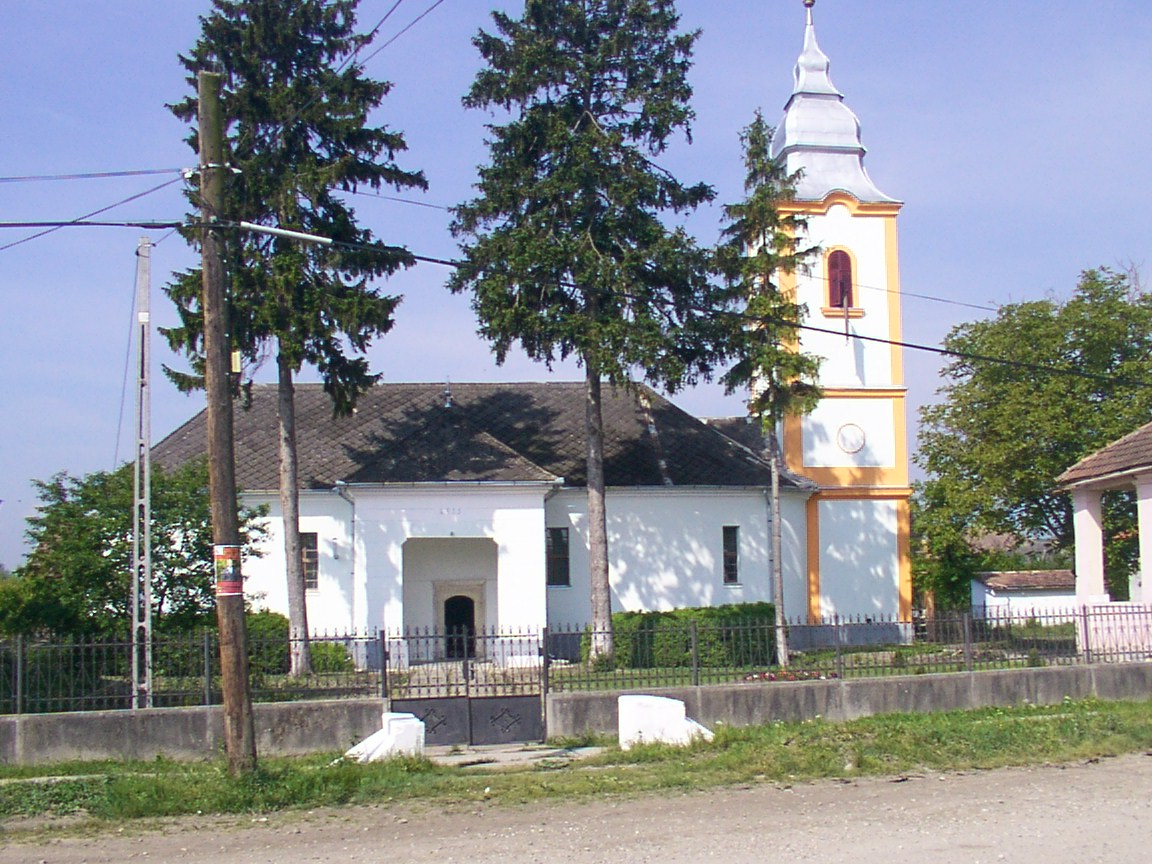
Biserica Reformată-Calvină
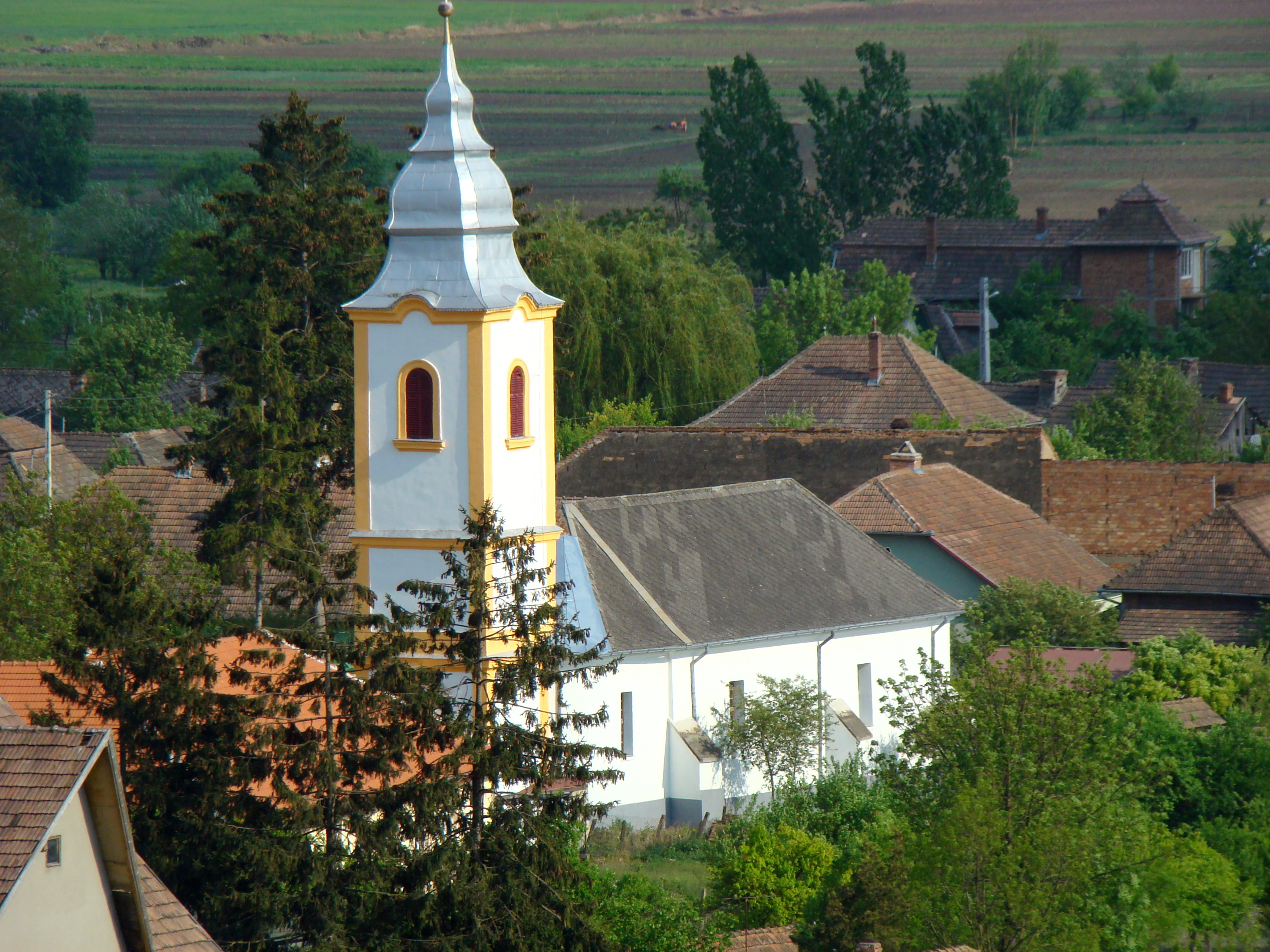
Biserica Reformată-Calvină
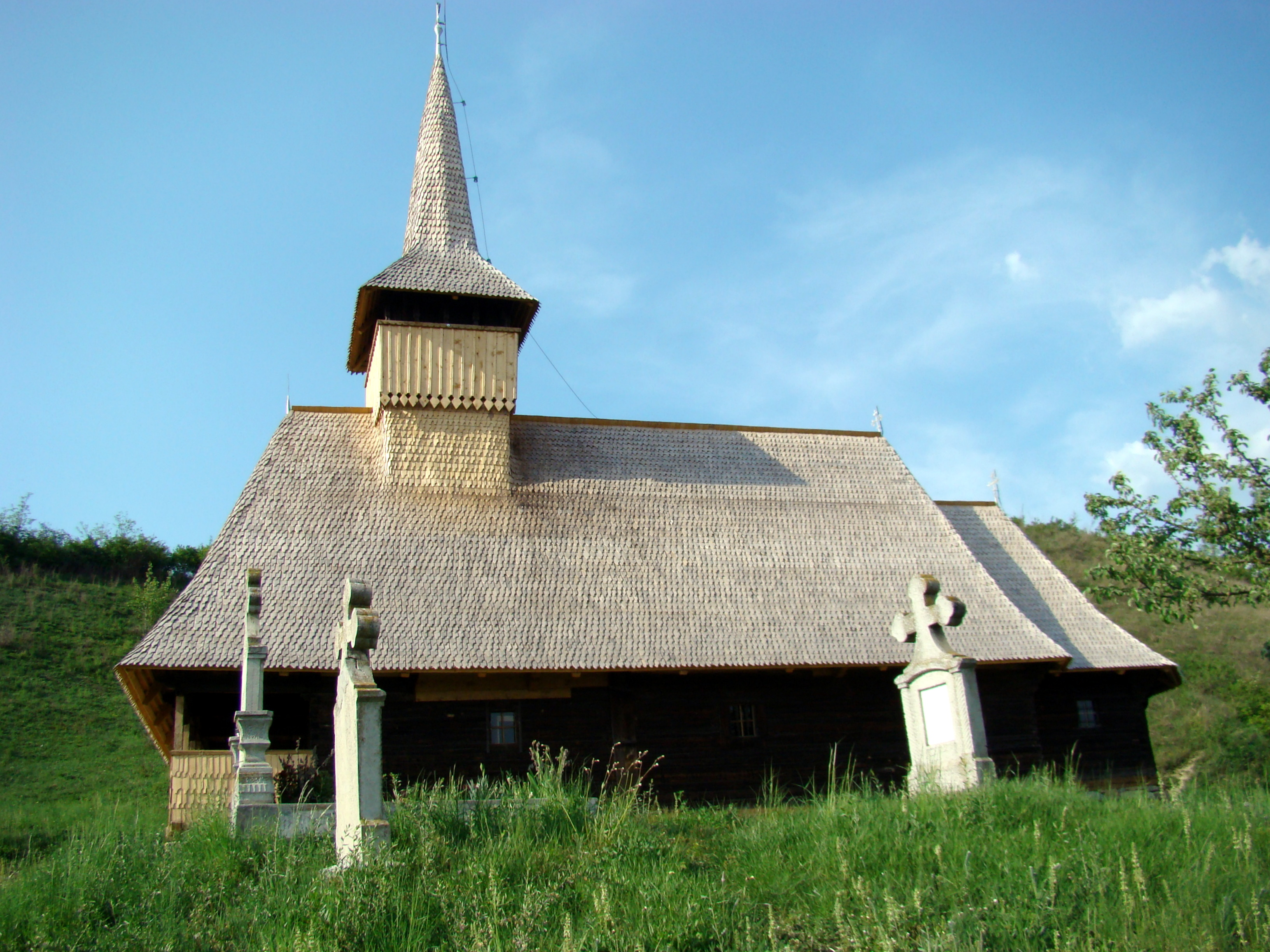
Biserica de lemn (monument istoric)
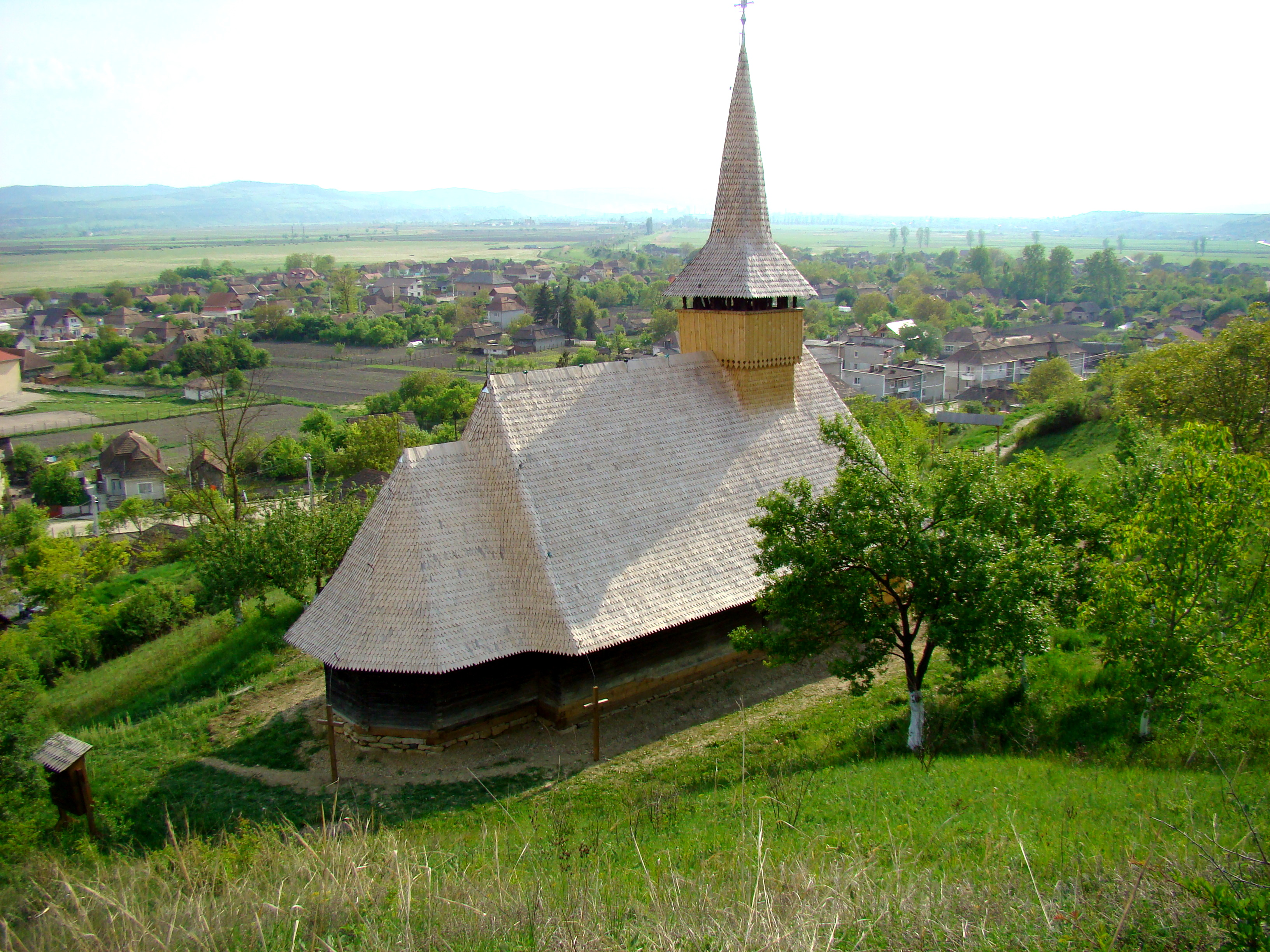
Biserica de lemn (monument istoric)